# Oinacu, Giurgiu
Oinacu este satul de reședință al comunei cu același nume din județul Giurgiu, Muntenia, România.
Între anii 1417-1829 a făcut parte din Raiaua Giurgiu (Kaza Yergöğü) a Imperiului Otoman. 
 Acest articol despre o localitate din județul Giurgiu este deocamdată un ciot. Puteți ajuta Wikipedia prin completarea lui.